# Зіммії (іслам)
Зіммії (араб. ذمي, тур. zimmi, досл. «люди договору») — збірна назва немусульманського населення (в основному тих, хто сповідував християнство, юдаїзм, зороастризм тощо) на території держав, створених чи завойованих мусульманами, та які жили за законами шаріату (окрім законів про особистий статус (шлюб, розлучення)

## Статус
Маючи захист життя та майна, зіммії зобов'язані були визнати панування ісламу у всіх галузях життя суспільства, сплачуючи данину (джизію), але звільнялись при цьому від сплати закяту, що призначався для мусульман.
Зіммі часто не мали права володіти зброєю, займати державні пости, служити в армії, свідчити в суді, їздити верхи, ставати до шлюбу з особою мусульманського віросповідання. Могли застосовуватись найрізноманітніші форми дискримінації, що підкреслювали «другосортне» становище християн та юдеїв. Наприклад, заборони жити в будинках, що мають більше одного поверху, володіти землею та власністю поза гетто, залишати район проживання вночі, обов'язком носити одяг певного виду тощо
Частина таких обмежень (наприклад, джизія, заборона одружуватись з мусульманками) існували усюди й постійно з часів раннього ісламу у всіх країнах, закони яких базувались на шаріаті. Інші (зокрема, заборона на володіння зброєю чи на будівництво двоповерхових будинків, обов'язок носити одяг певного виду) запроваджувались і скасовувались різними ісламськими правителями у різні часи й у різних країнах.
На відміну від Арабського халіфату, велика територія якого (Аравія, Північна Африка) були первинно заселені семіто-хамітськими народами, родинними до арабів, а тому в основній своїй масі вони прийняли іслам у перші ж століття арабської влади (за винятком невеликої групи), Османська імперія мала набагато більш картатий релігійно-етнічний склад населення.